# Cridersville (Ohio)
Pour les articles homonymes, voir Cridersville.
Cridersville est un village américain situé dans le comté d'Auglaize, dans l'Ohio. Selon le recensement de 2010, sa population est de 1 852 habitants.